# 鰺ヶ沢インターチェンジ
鰺ヶ沢インターチェンジ（あじがさわインターチェンジ）は、青森県西津軽郡鰺ヶ沢町大字舞戸町にある津軽自動車道（鰺ヶ沢道路）のインターチェンジである。

## 道路

### 本線
- E64 津軽自動車道（鰺ヶ沢道路）

### 接続する道路
- 国道101号

## 歴史
- 2016年（平成28年）7月30日 : 鰺ヶ沢道路 国道101号 - 鰺ヶ沢IC間開通に伴い供用開始[1]。

## 料金所
- 無料区間のため、設置されていない。

## 隣
E64 津軽自動車道（鰺ヶ沢道路）
南浮田IC - 鰺ヶ沢IC

## 周辺
- 青森県西北地域県民局鰺ヶ沢庁舎
- 東屋（展望台）